# Budgetrecht
Als Budgetrecht bezeichnet man das Recht des Parlaments einer Gebietskörperschaft, den Haushaltsplan der betreffenden Gebietskörperschaft, in der Regel für das folgende Kalenderjahr, festzulegen. Das Budgetrecht wird auch Etatrecht genannt.
Bei dem Budgetrecht handelt es sich um eine Kernkompetenz der Legislative als ein wesentliches Element im System der Gewaltenteilung. Durch das Budgetrecht erhalten vom Volk gewählte Abgeordnete die Möglichkeit, die Aktivitäten der Exekutive zu steuern, indem sie dieser die für ihre Arbeit erforderlichen Mittel zuweisen oder auch (im Rahmen des von der Verfassung her Zulässigen) verweigern können.

## Funktion im Kontext der Gewaltenteilung

### Kontrolle und Steuerung der Exekutive
Eine historisch bedeutsame Rolle spielte das Budgetrecht bereits im Kontext der Amerikanischen Revolution (ab 1763). Die Siedler in den britischen Kolonien in Nordamerika bemängelten ihre fehlende Repräsentation im britischen Unterhaus. Unter dem Schlachtruf: „No taxation without representation“ erklärten die damals dreizehn Staaten der neu gegründeten USA ihre Unabhängigkeit von der britischen Monarchie. Der Spruch betont die Wichtigkeit des Rechts der Steuerzahler, entweder selbst oder über von ihnen gewählte Volksvertreter über sie belastende Steuern mitzubestimmen, als Element der Volksherrschaft. Bereits 1628 bestimmte die britische Petition of Right, dass das Parlament das Recht habe, über die Art und die Höhe von Steuern verbindliche Beschlüsse zu fassen, was als elementarer Bestandteil des englischen Konstitutionalismus gilt.
Eine ähnlich wichtige Rolle spielte die Verfügungsgewalt über den Staatshaushalt in der Französischen Revolution. Das chronisch gewordene strukturelle Defizit des französischen Staatshaushalts machte 1789 die Einberufung der Generalstände erforderlich, die seit 1614 nicht mehr einberufen worden waren. Denn am 16. Juli 1787 hatte das Parlament von Paris erklärt, dass nur die Generalstände legitimiert seien, neue Steuern zu erheben. Aus den Generalständen ging die erste Nationalversammlung Frankreichs hervor. Dem Budgetrecht der vom Bürgertum dominierten französischen Nationalversammlung
kommt auch insofern eine besondere Bedeutung zu, als vor der Französischen Revolution Adelige von der Pflicht zur Zahlung von Steuern befreit waren, was mit dem Prinzip der Gleichheit vor dem Gesetz nicht vereinbar ist.
Auch heute noch spielt das Budgetrecht eine zentrale Rolle im System der Gewaltenteilung. Insbesondere in präsidentiellen Regierungssystemen, in denen Abgeordnete nicht die Möglichkeit haben, einen vom Volk direkt gewählten Staatspräsidenten abzuwählen, der zugleich die Spitze der Exekutive bildet, ist die Möglichkeit, staatliche Finanzströme zu erzeugen und zu steuern, ein zentrales Machtinstrument der Legislative.

### Abwehr von Zahlungsverpflichtungen des Staates durch Gerichte
In der Gegenwart spielt die Frage eine zentrale Rolle, inwieweit das Parlament gezwungen werden kann, Haushaltsansätze für bestimmte Aufgaben zu schaffen und Ausgaben in einer bestimmten Mindesthöhe zu beschließen. Insbesondere stellt sich die Frage, ob Einzelne oder Institutionen unter Berufung auf (angebliche) Teilhaberechte die Erbringung bestimmter staatlicher Leistungen gerichtlich erzwingen können. Ebenso stellt sich die Frage, ob Gerichte berechtigt sind, die Exekutive zu Leistungen zu verpflichten, für die es (noch) keine Haushaltsansätze (in ausreichender Höhe) gibt.

#### Zahlungsverpflichtungen auf der Grundlage individueller Teilhaberechte
Laut einem Urteil des Bundesverfassungsgerichts vom 18. Juli 1972 unterliegt die Pflicht des Staates, Ausgaben zu tätigen, dem „Vorbehalt des Möglichen im Sinne dessen, was der Einzelne vernünftigerweise von der Gesellschaft verlangen kann“. Anlass für das Urteil waren Verfassungsbeschwerden von Studierwilligen mit Hochschulzugangsberechtigung, die die Auffassung vertraten, der Staat müsse mehr Studienplätze schaffen und dürfe sie nicht von der sofortigen Aufnahme eines Studiums in ihrem Wunschfach ausschließen. Im Prinzip sollen, so das Gericht, nicht klagefreudige Individuen bestimmen, wie viel Geld der Staat für bestimmte Aufgaben ausgibt, sondern der demokratisch gewählte Gesetzgeber. Der Vorbehalt des Möglichen, der mittlerweile auch vom Europäischen Gerichtshof für Menschenrechte anerkannt wird, gewährt dem Gesetzgeber bei seinen Verteilungsentscheidungen einen weiten Entscheidungsspielraum.
Dieser Entscheidungsspielraum wird verfassungsrechtlich nur durch zwingend zu erfüllende Mindestansprüche beschränkt. Diese unterliegen nicht dem Vorbehalt des Möglichen. In Deutschland hat das Bundesverfassungsgericht entschieden, dass aufgrund der Menschenwürdegarantie und des Sozialstaatsgebots jeder einen Anspruch darauf hat, ein Leben oberhalb seines Existenzminimums führen zu können. Aus diesem Grund darf das Existenzminimum bei der Einkommensteuer nicht versteuert werden, und Bedürftige haben im Rahmen des Subsidiaritätsprinzips einen Anspruch auf staatliche Sozialtransfers, sofern sie sich nicht selbst aus ihrer Notlage befreien können oder andere Personen und/oder Institutionen zu Zahlungen verpflichtet sind, die ihren Unterhalt sichern. Außerdem soll der Staat für eine angemessene Ausstattung der Justiz Sorge tragen.
Darüber hinaus kann niemand den Gesetzgeber zum Beschluss von Haushaltsansätzen zwingen, die die zur Entscheidung befugten Gremien für unangebracht oder für zu hoch halten. Etwas anderes gilt, wenn ein Leistungsanspruch durch einfachgesetzliche Rechtsvorschriften bereits gewährt wird. Deshalb steht etwa der Anspruch auf einen Betreuungsplatz in einer Kindertagesstätte (§ 24 SGB VIII) unter keinem „Kapazitätsvorbehalt“. Soweit solche Ansprüche nicht aufgrund Vertrauensschutzes oder verfassungsrechtlicher Minimalansprüche (s. o. zum Existenzminimum) gewährt werden müssen, kann der Gesetzgeber sich jedoch jederzeit dazu entschließen, die Gewährung von Leistungen wieder einzustellen.

#### Verursachung von Kosten für den Staat durch richterliche Anordnungen
Ein Beispiel dafür, dass der deutsche Gesetzgeber sich vor Zuweisungen zusätzlicher Aufgaben für die Exekutive durch Gerichte und damit vor zusätzlichen Ausgaben schützt, ist eine Änderung im Achten Buch Sozialgesetzbuch (SGB VIII). Laut § 36a SGB VIII haben seit 1990 Familiengerichte nicht mehr das Recht, Jugendämtern Weisungen zu erteilen, die vom Steuerzahler zu finanzierende zusätzliche Kosten verursachen.

## Ermessensspielräume der Volksvertreter in der politischen Praxis

### Kommunen
Tatsächlich ist der finanzielle Spielraum der meisten Kommunen in Deutschland gering, da ihnen durch Bundes- und Landesrecht eine Vielzahl von Pflichtaufgaben zugewiesen wurden. Insbesondere fehlen vielen Kommunen die finanziellen Mittel zur Gewährung freiwilliger Leistungen. Diese Kommunen können oft nur Pflichtaufgaben finanzieren.

### Länder
Der Niedersächsische Landtag gibt im Hinblick auf seinen finanziellen Spielraum zu bedenken: „Allerdings stehen gut vier Fünftel der im Landeshaushalt ausgewiesenen Ausgaben von vornherein fest, weil sie für Löhne, Gehälter und (bundes-)rechtlich verbindliche Sachausgaben eingeplant werden müssen. Nur das restliche Fünftel steht wirklich zur Debatte und kann in den parlamentarischen Beratungen umgeschichtet werden.“ Die bevorstehende Welle der Pensionierung von Landesbeamten wird voraussichtlich in Verbindung mit der „Schuldenbremse“ den finanziellen Spielraum der meisten Länder verringern.